# Congre dolç
El congre dolç, el congre de sucre o el pillet de platja (Gnathophis mystax) és una espècie de peix pertanyent a la família dels còngrids.

## Descripció
- Pot arribar a fer 60 cm de llargària màxima (normalment, en fa 35).[6][7]

## Alimentació
Menja invertebrats bentònics i, probablement també, peixets.

## Hàbitat
És un peix marí, demersal i de clima subtropical (46°N-30°N, 18°W-36°E) que viu entre 80 i 800 m de fondària al talús continental.

## Distribució geogràfica
Es troba a l'Atlàntic oriental (des del sud de Portugal fins al Marroc) i la mar Mediterrània.

## Observacions
És inofensiu per als humans.